# 保加利亞人口
在2013年12月31日時，保加利亞有人口7,245,677人。保加利亞人口在1989年達到峰值，為9,009,018人。2011年人口普查時，保加利亞人口為7,364,570人。2012年，保加利亞的人類發展指數為0.782，屬於高發展度國家，在世界排名第57位。按照新聞周刊的排名，保加利亞是世界第38位適合居住的國家。保加利亞的大多數人口是保加利亞人，其次是土耳其人和羅姆人。2011年時，保加利亞最多人信仰的宗教是東正教。

## 人口政策
保加利亞人口的逐漸減少阻礙了經濟增長和福利的改善，為減輕負面後果而採取的管理措施不能解決問題的本質。 政府計劃2017-2021年是第一個旨在推翻這一趨勢的計劃。 該方案還確定了實現這一目標的優先手段：提高出生率的措施; 減少青年移民; 並製定符合保加利亞業務需求的現代移民政策的監管和機構能力。

## 外部連結
- 2005 Report on European Demography, Eurostat
- Annual report of the National Statistics Institute for 2005 regarding population and demographic processes
- Bulgarian Subject Files – Social Issues: Minorities Open Society Archives, Budapest
- Bulgarians – Species on the Brink